# Список амнистий в России
Амнистия, как мера органов верховной власти, предусматривающая смягчение наказания или освобождение от наказания лиц, осуждённых за преступления, а также прекращение уголовного преследования, неоднократно применялась в Российской Империи, СССР и Российской Федерации.

## До революции

### 1856 год
Император Александр II объявил амнистию декабристам, петрашевцам и участникам польского восстания 1831 года.

### 1868 год
6 мая 1868 года в Царском Селе Великая княгиня Мария Федоровна родила первенца Николая Александровича. По случаю рождения внука, император Александр II объявил амнистию

### 1878 год
В связи с победой в Русско-турецкой войне объявлена амнистия осуждённым за мелкие преступления; ряду политических заключённых (в частности, осуждённым по процессу 193-х) тюремное заключение или каторга заменялась ссылкой.

### 1896 год
Амнистия по случаю коронации Николая II.

### 1904 год
В августе 1904 года был объявлен манифест по случаю рождения престолонаследника цесаревича Алексея Николаевича. Этот манифест давал амнистию многим политическим ссыльным и эмигрантам: освобождение несовершеннолетних, а также тех, кому оставалось до окончания срока не более года. Остальным ссыльным срок сокращался на треть.

### 1905 год
21 октября (3 ноября) 1905 года была объявлена амнистия за политические преступления. По этому указу освобождались лица, отбывающие наказания за преступления десятилетней давности. По некоторым статьям срок наказания был сокращён наполовину. Присужденным к бессрочной каторге или смертной казни устанавливалось наказание 15 лет каторжных работ. Полностью амнистированы лица, принимавшие участие в стачках, а также осуждённые за переход из православия в другие религии; однако, с юридической точки зрения здесь идёт речь о декриминализации этих уголовных статей.

### 1913 год
21 февраля 1913 года император Николай II подписал указ, по которому в связи с готовящимся празднованием 300-летия дома Романовых была объявлена амнистия по ряду уголовных и административных преступлений. Однако она касалась только мелких преступников. Также было разрешено возвращаться в Россию политическим эмигрантам, покинувшим её до 1 января 1909 года.

## 1917 год

### Март (политическая амнистия)
«Мартовские амнистии» — тогдашнее название ряда актов амнистии для политэмигрантов, ссыльных и политкаторжан (не считая налётчиков и экспроприаторов, которые в эту категорию не входили) была объявлена Керенским, министром юстиции Временного правительства. 2 марта Временное правительство опубликовало декларацию, где провозглашалась «полная и немедленная амнистия по всем политическим и религиозным делам, в том числе террористическим покушениям, военным восстаниям и аграрным беспорядкам». 6 марта 1917 года Временным правительством был подписан указ об общей политической амнистии, согласно которому не только выпускались все политзаключённые, но были ликвидированы политические дела в архивах корпуса жандармов и полицейских архивах. Фактическое освобождение из тюрем началось до формального опубликования нормативного акта. В Москве уже 1 марта 1917 г. после победы новой власти были выпущены из Бутырской тюрьмы все политические заключённые. В результате объявленной амнистии в Россию стали в массовом порядке возвращаться эмигранты из-за рубежа (например, Л. Д. Троцкий, В. Володарский и др.).

### Май (общеуголовная амнистия)
Амнистия объявлена Керенским 17 мая 1917 года. На заседании Думы, после объявления амнистии в зале были бурные рукоплескания, послышались возгласы: «Керенский!». Официально акт амнистии был изложен в Постановлении Временного правительства «Об облегчении участи лиц, совершивших уголовные преступления». В нём была объявлена амнистия по отношению к целому ряду категорий заключённых: достигшим 60 лет, больным и увечным, и т. д. Отдельная статья постановления предполагала освобождение лиц, не входивших в эти категории, но изъявивших желание добровольно вступить в ряды действующей армии (которой к тому времени фактически уже не существовало). Именно эти последние, около 40 тыс. освобождённых лиц, по распоряжению Керенского были вооружены винтовками (в советской историографии этот эпизод либо вообще замалчивался, либо говорилось о том, что винтовки «оказались» в руках «рабочих и солдат») и другим стрелковым оружием и составили костяк Красной гвардии. Красногвардейцы помимо оружия и полномочий получили юридическую неприкосновенность. В результате амнистии, по подсчётам историка-юриста П. И. Люблинского, на свободу вышло более 80 % всех содержавшихся в тюрьмах уголовных заключённых. Выпущенных из тюрем прозвали «птенцами Керенского».

## Советский период

### 1919 год
Постановление ВЦИК от 5 ноября 1919 г. «Об амнистии ко 2-й годовщине Октябрьской Революции».
Постановление ВЦИК от 5 ноября 1919 г. "Об амнистии всех членов тех политических партий и групп, которые объявили мобилизацию своих членов на защиту Советской Республики.

### 1920 год
Постановление ВЦИК от 1 мая 1920 г. «Амнистия к 1 мая 1920 г.»
Постановление ВЦИК от 6 ноября 1920 г. «Об амнистии 3-й годовщине Октябрьской Революции».

### 1921 год
Декрет ВЦИК от 04.11.1921 «Об амнистии».

### 1923 год
Декрет ВЦИК от 30.04.1923 «Об амнистии карельским беженцам».
Декрет ВЦИК от 30.04.1923 «Об амнистии неплательщиков единого натурального налога».
По амнистии 1923 г. освобождались, в частности, рабочие и крестьяне, осужденные в административном порядке «за участие в движении против советской власти, вовлечённые вследствие своей несознательности и не являвшиеся инициаторами, организаторами и активными руководителями».

### 1924 год
Постановление ЦИК СССР от 22.02.1924 «Об амнистии работницам и крестьянкам, случайно или по нужде совершившим преступления».
Постановление Президиума ЦИК СССР от 14.11.1924 «Об амнистии лицам, совершившим побег из Рабоче-Крестьянской Красной Армии и Флота».

### 1925 год
Постановление ЦИК СССР от 07.03.1925 «Об амнистии».

### 1928 год
Постановление ВЦИК от 06.07.1928 «Об амнистии в ознаменование пятой годовщины существования Автономной Бурят-Монгольской Советской Социалистической Республики».

### 1938 год
Указ Президиума ВС СССР от 24.01.1938 «Об амнистии в ознаменование 20-летия Рабоче-Крестьянской Красной Армии».

### 1939—1940 годы
Не была амнистией де-юре, однако де-факто обладает всеми признаками амнистии. Была связана с заменой на должности народного комиссара внутренних дел СССР Ежова на Берию. В 1939—1940 годах из ГУЛАГа было выпущено 270—290 тысяч человек.
В разговорной речи называется «бериевской» амнистией (также «первой бериевской», чтобы отличить от амнистии 1953 года).

### 1941 год
12 августа 1941 года Совнарком и ЦК ВКП(б) приняли постановление «О порядке освобождения и направления польских граждан, амнистируемых согласно Указу Президиума Верховного Совета СССР». Согласно этому постановлению из лагерей и ссылок освобождались осадники, члены их семей и беженцы.

### 1945 год
Указ Президиума ВС СССР от 07.07.1945 «Об амнистии в связи с победой над гитлеровской Германией».

### 1946 год
Постановления Совета Министров СССР № 843-342сс от 13 апреля 1946 года «О возвращении на родину репатриантов — латышей, эстонцев и литовцев».

### 1953 год
26 марта 1953 года министр внутренних дел Лаврентий Берия подготовил и подал докладную записку в Президиум ЦК КПСС с проектом указа об амнистии. Проект предполагал освобождение женщин, имеющих детей возрастом до 10 лет, беременных женщин, несовершеннолетних, возрастом до 18 лет, пожилых, возрастом старше 60 лет и тяжело больных людей. Лаврентий Берия указывал, что из 2 миллионов 500 тысяч человек — заключённых ГУЛАГа, лишь 220 тысяч человек являются особо опасными государственными преступниками. Предлагалось не распространять амнистию на особо опасных государственных преступников — осуждённых за бандитизм, умышленное убийство, за контрреволюционные преступления и за хищения социалистической собственности в особо крупных размерах. Кроме того, Лаврентий Берия предлагал освободить всех осуждённых на срок до 5 лет включительно и вдвое сократить срок наказания осуждённым на срок более 5 лет..
Согласно предложению Лаврентия Берии, Президиум ЦК КПСС 27 марта 1953 года утвердил указ «Об амнистии», согласно которому из мест заключения надлежало освободить 1 миллион 203 тысячи человек, а также прекратить следственные дела в отношении 401 тысячи человек. На 10 августа 1953 года из мест заключения было освобождено 1 миллион 32 тысячи человек следующих категорий заключённых:
- осуждённые на срок до 5 лет включительно;
- осуждённые за:
  - должностные,
  - хозяйственные,
  - нетяжкие воинские преступления;
- а также:
  - несовершеннолетние, возрастом до 18 лет,
  - пожилые, возрастом старше 60 лет,
  - тяжело больные,
  - женщины, имеющие детей возрастом до 10 лет,
  - беременные женщины;

В результате амнистии произошло ухудшение криминогенной обстановки в стране. В результате 2 июля 1953 года Президиум ЦК КПСС одобрил проект Указа «О неприменении амнистии к лицам, осуждённым за разбой, ворам-рецидивистам и злостным хулиганам». Указ гласил, что если освобождённые по амнистии «продолжали вести паразитический образ жизни и не занимались общественно-полезным трудом», то амнистия для них отменялась и они должны были продолжить отбывание назначенного им наказания.
Указом Президиума Верховного Совета СССР от 8 сентября 1953 года был отменён запрет применять амнистию к лицам, осуждённым за преступления, предусмотренные постановлением ЦИК и СНК СССР от 7 августа 1932 г. «Об охране имущества государственных предприятий, колхозов и кооперации и укреплении общественной (социалистической) собственности» и постановлением ЦИК и СНК СССР от 22 августа 1932 г. «О борьбе со спекуляцией».
В разговорной речи амнистия получила название «ворошиловской», так как указ об амнистии был подписан Председателем Президиума Верховного Совета СССР Климентом Ворошиловым; позже стала чаще называться «бериевской» амнистией.

### 1955 год
Амнистия немецких военнопленных, осужденных за военные преступления в сентябре 1955 года.
17 сентября 1955 года были амнистированы лица, сотрудничавшие с оккупантами в период Великой Отечественной войны. Указ Президиума Верховного Совета СССР «Об амнистии советских граждан, сотрудничавших с оккупантами в период Великой Отечественной войны 1941—1945 гг.» опубликован в «Ведомостях Верховного Совета СССР» 1955 г. № 17, стр. 345.
Постановлялось освободить из мест заключения и от других мер наказания лиц, осуждённых на срок до 10 лет лишения свободы включительно за совершенные в период Великой Отечественной войны 1941—1945 гг. пособничество врагу и другие преступления, предусмотренные ст. ст. 58-1, 58-3, 58-4, 58-6, 58-10, 58-12 Уголовного кодекса РСФСР и соответствующими статьями уголовных кодексов других союзных республик.
Освобождались от дальнейшего отбывания лишения свободы, ссылки и высылки независимо от срока наказания лица, осуждённые за службу в немецкой армии, полиции и специальных немецких формированиях.
Прекращалось уголовное преследование за преступления, совершенные в период Великой Отечественной войны 1941—1945 гг., предусмотренные ст. ст. 58-1, 58-3, 58-4, 58-6, 58-10, 58-12 Уголовного кодекса РСФСР и соответствующими статьями уголовных кодексов других союзных республик.
Амнистия предусматривала также снятие судимости и поражение в правах с лиц, на которых она распространялась.
Амнистия не распространялась на карателей, осуждённых за убийства и истязания советских граждан.
Кроме того, акт об амнистии содержал положения, направленные на репатриацию советских граждан, находящихся за границей. Так, данные лица, которые в период Великой Отечественной войны 1941—1945 гг. сдались в плен врагу или служили в немецкой армии, полиции и специальных немецких формированиях, освобождались от ответственности. Те граждане, которые занимали во время войны руководящие должности в созданных оккупантами органах полиции, жандармерии и пропаганды, в том числе и вовлеченные в антисоветские организации в послевоенный период, освобождались от ответственности, если они искупили свою вину последующей патриотической деятельностью в пользу Родины или явились с повинной.
Совету Министров СССР поручалось принять меры к облегчению въезда в СССР советским гражданам, находящимся за границей, а также членам их семей, независимо от гражданства, и их трудоустройству в Советском Союзе.

### 1957 год
Указ Президиума ВС СССР от 25.10.1957 «Об амнистии японских рыбаков, осуждённых в Советском Союзе за незаконный лов рыбы в советских территориальных водах и находящихся под следствием по тому же обвинению».
Амнистия в честь 40-летнего юбилея Октябрьской революции (Указ Президиума ВС СССР от 01.11.1957 «Об амнистии в ознаменование 40-й годовщины Великой Октябрьской социалистической революции»).

### 1967 год
Амнистия в честь 50-летнего юбилея Октябрьской революции (Указ Президиума ВС СССР от 31.10.67 N 1960-VII «Об амнистии в связи с 50-летием Великой Октябрьской социалистической революции»)
Освободили от наказания осужденных на сроки до 2-х лет. Сократили неотбытые сроки для осужденных на срок более пяти лет. 

### 1972 год
Амнистия в честь 50-летия в связи с 50-летием образования Союза Советских Социалистических Республик (Указ Президиума ВС СССР от 28.12.1972 N 3737-VIII

### 1977 год
Амнистия в честь 60-летнего юбилея Октябрьской революции (Указ Президиума ВС СССР от 04.11.1977 № 6500-IX
«Об амнистии в связи с 60-летием Великой Октябрьской социалистической революции»).

### 1979 год
Амнистия в честь Международного года ребёнка (Указ Президиума ВС СССР от 19.10.1979
«Об амнистии в связи с Международным годом ребёнка»).
Распространялась на несовершеннолетних и женщин осужденных за не тяжкие преступления со сроками до 3 лет,
а до 5 лет — срок половинился.

### 1982 год
Амнистия в честь 60-летия СССР.

### 1985 год
Амнистия в честь 40-летия победы в Великой Отечественной войне (Указ Президиума ВС СССР от 26.04.1985 № 2317-XI
«Об амнистии в связи с 40-летием Победы советского народа в Великой Отечественной войне 1941—1945 годов»).

### 1987 год
Амнистия в честь 70-летнего юбилея Октябрьской революции (Указ Президиума ВС СССР от 18.06.1987 № 7198-XI
«Об амнистии в связи с 70-летием Великой Октябрьской социалистической революции»). Распространялась, в том числе, и на политзаключённых и дезертиров.

### 1989 год
Амнистия совершивших преступления бывших военнослужащих контингента советских войск в Афганистане (Постановление ВС СССР от 28.11.1989 № 842-1 «Об амнистии совершивших преступления бывших военнослужащих контингента советских войск в Афганистане»).

### 1991 год
Амнистия военнослужащих, уклонившихся от военной службы (Закон СССР от 01.11.1991 № 63-Н «Об амнистии военнослужащих, уклонившихся от военной службы»).

## Современность

### 1992 год
18 июня 1992 года Верховный совет РФ объявил амнистию для около 370 тысяч заключенных и подследственных. Освобождались участники боевых действий, женщины, мужчины старше 60 лет, инвалиды, лица, осужденные за преступления по неосторожности, и подростки, осужденные за нетяжкие преступления (Постановление ВС РФ от 18.06.1992 г. № 3075-I «Об амнистии»).

### 1994 год
23 февраля 1994 г. Государственной думой Федерального собрания РФ 1-го созыва было принято Постановление № 65-1 ГД «Об объявлении политической и экономической амнистии». Согласно этому постановлению были амнистированы участники ГКЧП, защитники Верховного Совета России в октябре 1993, а также лица, привлечённые к уголовной ответственности за ряд экономических преступлений, предусмотренных действовавшим тогда Уголовным кодексом РСФСР.
Кроме того, в тот же день было принято Постановление ГД ФС РФ от 23.02.1994 № 63-1 ГД «Об объявлении амнистии в связи с принятием Конституции Российской Федерации».

### 1995 год
Амнистия в честь 50-летия победы в Великой Отечественной войне (Постановление ГД ФС РФ от 19.04.1995 № 713-1 ГД
«Об объявлении амнистии в связи с 50-летием Победы в Великой Отечественной войне 1941—1945 годов»).

### 1996 год
Амнистия в отношении лиц, участвовавших в противоправных действиях, связанных с вооружённым конфликтом на территории Республики Дагестан в январе 1996 года (Постановление ГД ФС РФ от 09.02.1996 № 60-II ГД «Об объявлении амнистии в отношении лиц, участвовавших в противоправных действиях, связанных с вооружённым конфликтом на территории Республики Дагестан в январе 1996 года»).

### 1997 год
Амнистия в отношении лиц, совершивших общественно опасные деяния в связи с вооружённым конфликтом в Чеченской Республике (Постановление ГД ФС РФ от 12.03.1997 № 1199-II ГД (с изм. от 10.06.1998) «Об объявлении амнистии в отношении лиц, совершивших общественно опасные деяния в связи с вооружённым конфликтом в Чеченской Республике»).
Амнистия в отношении широкого круга лиц (Постановление ГД ФС РФ от 24.12.1997 № 2038-II ГД «Об объявлении амнистии»).

### 1999 год
Амнистия в отношении широкого круга лиц: проходивших службу в составе действующей армии либо принимавших участие в боевых действиях по защите Отечества; женщин, имеющих несовершеннолетних детей, а также беременных женщин; мужчин старше 60 лет и женщин старше 55 лет; инвалидов I или II группы, а также больных туберкулёзом, отнесённых к I или II группе диспансерного учёта; иных категорий женщин и несовершеннолетних; лиц, совершивших преступление впервые; условно осуждённых (Постановление ГД ФС РФ от 18.06.1999 № 4147-II ГД «Об объявлении амнистии»).
Амнистия в отношении лиц, совершивших общественно опасные деяния в ходе проведения антитеррористической операции на Северном Кавказе (Постановление ГД ФС РФ от 13.12.1999 № 4784-II ГД «Об объявлении амнистии в отношении лиц, совершивших общественно опасные деяния в ходе проведения антитеррористической операции на Северном Кавказе»).

### 2000 год
Амнистия в связи с 55-летием Победы в Великой Отечественной войне 1941—1945 годов (Постановление ГД ФС РФ от 26.05.2000 № 398-III ГД (ред. от 28.06.2000, с изм. от 05.07.2001) «Об объявлении амнистии в связи с 55-летием Победы в Великой Отечественной войне 1941—1945 годов»). Как отмечали в Федеральной службе исполнения наказаний, через полгода после этой амнистии численность заключенных вернулась на прежний уровень.

### 2001 год
Амнистия в отношении несовершеннолетних и женщин (Постановление ГД ФС РФ от 30.11.2001 № 2172-III ГД
«Об объявлении амнистии в отношении несовершеннолетних и женщин»).

### 2003 год
Амнистия в связи с принятием Конституции Чеченской Республики (Постановление ГД ФС РФ от 06.06.2003 № 4125-III ГД «Об объявлении амнистии в связи с принятием Конституции Чеченской Республики»).

### 2005 год
Амнистия в связи с 60-летием Победы в Великой Отечественной войне 1941—1945 годов (Постановление ГД ФС РФ от 20.04.2005 № 1761-IV ГД «Об объявлении амнистии в связи с 60-летием Победы в Великой Отечественной войне 1941—1945 годов»). Распространялась, среди прочего на участников боевых действий (включая войну в Афганистане), совершивших тяжкие преступления.

### 2006 год
Амнистия в связи со 100-летием российского парламентаризма (Постановление ГД ФС РФ от 19.04.2006 № 3043-IV ГД
«Об объявлении амнистии в связи со 100-летием учреждения Государственной Думы в России»). Под амнистию попал известный инженер Нодар Канчели.
Амнистия объявлена «в целях достижения гражданского мира и согласия» Постановлением ГД ФС РФ от 22.09.2006 N 3498-4 ГД «Об объявлении амнистии в отношении лиц, совершивших преступления в период проведения контртеррористических операций на территориях субъектов Российской Федерации, находящихся в пределах Южного федерального округа».

### 2010 год
Амнистия в связи с 65-летием Победы в Великой Отечественной войне 1941—1945 годов (Постановление ГД ФС РФ от 16.04.2010 № 3519-5 ГД «Об объявлении амнистии в связи с 65-летием Победы в Великой Отечественной войне 1941—1945 годов»).

### 2013 год
Июль — Амнистия осуждённых за экономические преступления, а также за превышение необходимой обороны (Постановление ГД ФС РФ от 02.07.2013 № 2559-6 ГД «Об объявлении амнистии»).
19 декабря — масштабная амнистия в связи с 20-летием Конституции РФ. По поручению президента совет по правам человека, подготовил два основных проекта амнистии. После её редактирования администрацией президента, в том числе при участии силовых ведомств, утверждённый Государственной Думой РФ проект амнистии, практически не имел ничего общего с тем проектом, который предлагал СПЧ. По утверждённому проекту амнистии, приуроченной к 20-летию Конституции РФ на свободу из МЛС, по предварительным данным, должны были выйти 0,3 % осуждённых. В целом, в это число входили инвалиды, пенсионеры, несовершеннолетние и беременные женщины. Амнистия могла коснуться около 20 тысяч человек. По амнистии были освобождёны четырнадцать фигурантов «болотного дела» (Владимир Акименков, Дмитрий Алтайчинов, Олег Архипенков, Мария Баронова, Фёдор Бахов, Николай Кавказский, Александр Каменский, Леонид Ковязин, Анатолий Леонин, Олег Мельников, Дмитрий Рукавишников, Анастасия Рыбаченко, Рихард Соболев, Полина Стронгина), участники группы «Pussy Riot», активисты «Greenpeace», блокировавшие нефтяную платформу «Приразломная» в Печорском море.

### 2015 год
- Апрель — Амнистия в связи с 70-летием победы в Великой Отечественной войне (Постановление ГД ФС РФ от 24.04.2015 № 6576-6 ГД «Об объявлении амнистии в связи с 70-летием Победы в Великой Отечественной войне 1941—1945 годов»).